# Huxley (Teksas)
Huxley je grad u američkoj saveznoj državi Teksas. Prema popisu stanovništva iz 2010. u njemu je živjelo 385 stanovnika.